# Fors (Deux-Sèvres)
Fors és un municipi francès situat al departament de Deux-Sèvres i a la regió de la Nova Aquitània. L'any 2007 tenia 1.610 habitants.

## Demografia

### Població
El 2007 la població de fet de Fors era de 1.610 persones. Hi havia 635 famílies de les quals 122 eren unipersonals (63 homes vivint sols i 59 dones vivint soles), 235 parelles sense fills, 239 parelles amb fills i 39 famílies monoparentals amb fills.
La població ha evolucionat segons el següent gràfic:
Habitants censats

### Habitatges
El 2007 hi havia 670 habitatges, 636 eren l'habitatge principal de la família, 9 eren segones residències i 26 estaven desocupats. 660 eren cases i 11 eren apartaments. Dels 636 habitatges principals, 503 estaven ocupats pels seus propietaris, 128 estaven llogats i ocupats pels llogaters i 5 estaven cedits a títol gratuït; 2 tenien una cambra, 23 en tenien dues, 52 en tenien tres, 158 en tenien quatre i 402 en tenien cinc o més. 512 habitatges disposaven pel capbaix d'una plaça de pàrquing. A 226 habitatges hi havia un automòbil i a 380 n'hi havia dos o més.

### Piràmide de població
La piràmide de població per edats i sexe el 2009 era:
| Homes | Edats   | Dones |
| ----- | ------- | ----- |
| 1     | 95 o +  | 1     |
| 1     | 90 a 94 | 2     |
| 4     | 85 a 89 | 1     |
| 8     | 80 a 84 | 8     |
| 13    | 75 a 79 | 23    |
| 32    | 70 a 74 | 24    |
| 14    | 65 a 69 | 32    |
| 40    | 60 a 64 | 20    |
| 33    | 55 a 59 | 33    |
| 53    | 50 a 54 | 50    |
| 64    | 45 a 49 | 57    |
| 53    | 40 a 44 | 52    |
| 57    | 35 a 39 | 44    |
| 58    | 30 a 34 | 75    |
| 36    | 25 a 29 | 66    |
| 30    | 20 a 24 | 29    |
| 59    | 15 a 19 | 55    |
| 34    | 10 a 14 | 56    |
| 46    | 5 a 9   | 32    |
| 60    | 0 a 4   | 28    |

## Economia
El 2007 la població en edat de treballar era de 1.080 persones, 858 eren actives i 222 eren inactives. De les 858 persones actives 820 estaven ocupades (419 homes i 401 dones) i 39 estaven aturades (20 homes i 19 dones). De les 222 persones inactives 112 estaven jubilades, 64 estaven estudiant i 46 estaven classificades com a «altres inactius».

### Ingressos
El 2009 a Fors hi havia 673 unitats fiscals que integraven 1.726,5 persones, la mediana anual d'ingressos fiscals per persona era de 19.218 €.

### Activitats econòmiques
Dels 46 establiments que hi havia el 2007, 2 eren d'empreses alimentàries, 2 d'empreses de fabricació d'altres productes industrials, 17 d'empreses de construcció, 7 d'empreses de comerç i reparació d'automòbils, 1 d'una empresa d'hostatgeria i restauració, 2 d'empreses financeres, 8 d'empreses de serveis, 3 d'entitats de l'administració pública i 4 d'empreses classificades com a «altres activitats de serveis».
Dels 20 establiments de servei als particulars que hi havia el 2009, 1 era un taller de reparació d'automòbils i de material agrícola, 7 paletes, 2 guixaires pintors, 3 fusteries, 2 lampisteries, 1 electricista, 1 perruqueria, 2 restaurants i 1 saló de bellesa.
Dels 3 establiments comercials que hi havia el 2009, 1 era una botiga de més de 120 m², 1 una fleca i 1 un drogueria.
L'any 2000 a Fors hi havia 27 explotacions agrícoles que ocupaven un total de 1.400 hectàrees.

## Equipaments sanitaris i escolars
L'únic equipament sanitari que hi havia el 2009 era una farmàcia.
El 2009 hi havia una escola elemental integrada dins d'un grup escolar amb les comunes properes formant una escola dispersa.

## Poblacions més properes
El següent diagrama mostra les poblacions més properes.